# Spahnharrenstätte
Spahnharrenstätte ist eine Gemeinde in der Samtgemeinde Sögel im Landkreis Emsland in Niedersachsen (Deutschland).
Die Gemeinde, die sich auf 36,07 km² Fläche erstreckt, hat etwa 1.600 Einwohner.

## Geografie

### Lage
Die Gemeinde Spahnharrenstätte liegt im östlichen Teil des Hümmlings, eines waldreichen Geestrückens im Emsland.

### Nachbargemeinden
Nachbargemeinden sind im Nordwesten die Gemeinde Börger, im Norden die Gemeinde Lorup in der Samtgemeinde Werlte, im Osten die Gemeinde Rastdorf und die Stadt Werlte (Samtgemeinde Werlte), im Süden die Gemeinde Sögel und im Westen die Gemeinde Werpeloh.

## Geschichte
Die Gemeinde Spahnharrenstätte entstand aus den schon im ersten Jahrtausend erwähnten Orten Spahn und Harrenstätte. Viele prähistorische Funde und Reste von Megalithanlagen (Poldenhünensteine) oder Gräberfeldern (Männige Berge) sind Zeugen der Vor- und Frühgeschichte im Bereich der beiden Hümmlinggemeinden. Der gemeinsame Kirchbau im Jahre 1866 auf der heutigen „Neustadt“ bildete den Ausgangspunkt für den 1966 besiegelten Zusammenschluss beider Gemeinden.
In Spahnharrenstätte wurde kurz darauf eine gemeinsame Schule gebaut, in der noch heute die Kinder der Klassen 1 bis 4 unterrichtet werden. Eine Sportanlage und eine Turnhalle tragen zum Freizeitangebot bei.
Im September 2022 wurde das  „papiergebundene“ Gemeinde-Archiv eröffnet. Es befindet sich im Jugendheim an der Hauptstraße über den Räumlichkeiten des Heimatvereins.

## Politik

### Gemeinderat
Der Gemeinderat hat 11 gewählte Mitglieder. Die Ratsmitglieder werden durch eine Kommunalwahl für jeweils fünf Jahre gewählt. Die aktuelle Amtszeit begann am 1. November 2021 und endet am 31. Oktober 2026.
Ihm gehören seit der Kommunalwahl am 12. September 2021 zwei Parteien bzw. Wählergemeinschaften an.
- UWG (Unabhängige Wählergemeinschaft) – 6 Sitze
- CDU – 5 Sitze

Die nächsten Kommunalwahlen werden 2026 stattfinden.

### Wappen und Flagge
Das vom Heraldiker Ulf-Dietrich Korn entworfene Wappen sowie die Flagge der Gemeinde wurden 1984 vom Landkreis Emsland genehmigt.
Blasonierung:„Von Blau über Gold geteilt, belegt mit zwei Ähren in verwechselten Farben mit nach außen gebogenen Halmen, diese mit je einem äußeren gebogenen Blatt, im oberen Schildteil vorn ein silbernes Pestkreuz, hinten ein schwebendes silbernes Steingrab über einem silbernen Findling, im erhöhten Schildfuß ein linksschräges blaues Eichenblatt mit einer Eichel.“
Begründung: Die zwei Ähren bringen den ländlichen Charakter Spahnharrenstättes zum Ausdruck. Gleichzeitig symbolisieren die beiden aufeinander zulaufenden Getreidehalme das Zusammenwachsen der beiden ehemaligen Bauernsiedlungen Spahn und Harrenstätte. Das Eichenblatt weist auf die mit Eichen bestandenen Brinke hin, die seit jeher gestaltende Elemente der Ortsbilder von Spahn und Harrenstätte waren. Das Pestkreuz erinnert als Mahnmal an eine schwere Zeit im 17. Jahrhundert, als die Bevölkerung von der Pest heimgesucht wurde und schwer zu leiden hatte. Das Steingrab zeigt das Vorhandensein urgeschichtlicher Bestattungsfelder auf Spahnharrenstätter Boden und weist auf die frühe Besiedlung des Gebietes in prähistorischer Zeit hin.
Die Flagge ist im Verhältnis 1:3:1 Blau-Gelb-Blau waagerecht geteilt belegt mit dem Wappen in der Mitte.

## Wirtschaft und Infrastruktur
Obwohl viele Bürger im gewerblich-industriellen Bereich beschäftigt sind, wird das Ortsbild überwiegend von der Landwirtschaft geprägt. Die Gemeinde beabsichtigt, die dörfliche Struktur zu erhalten. Dies geschieht vor allem durch die Einschränkung des Baurechts. Erst nach siebenjähriger Wohnzeit im Ort darf man ein Haus bauen. Zur Erholung bieten sich im Umfeld des Ortes große Wald- und Moorflächen an.